# Antazidum

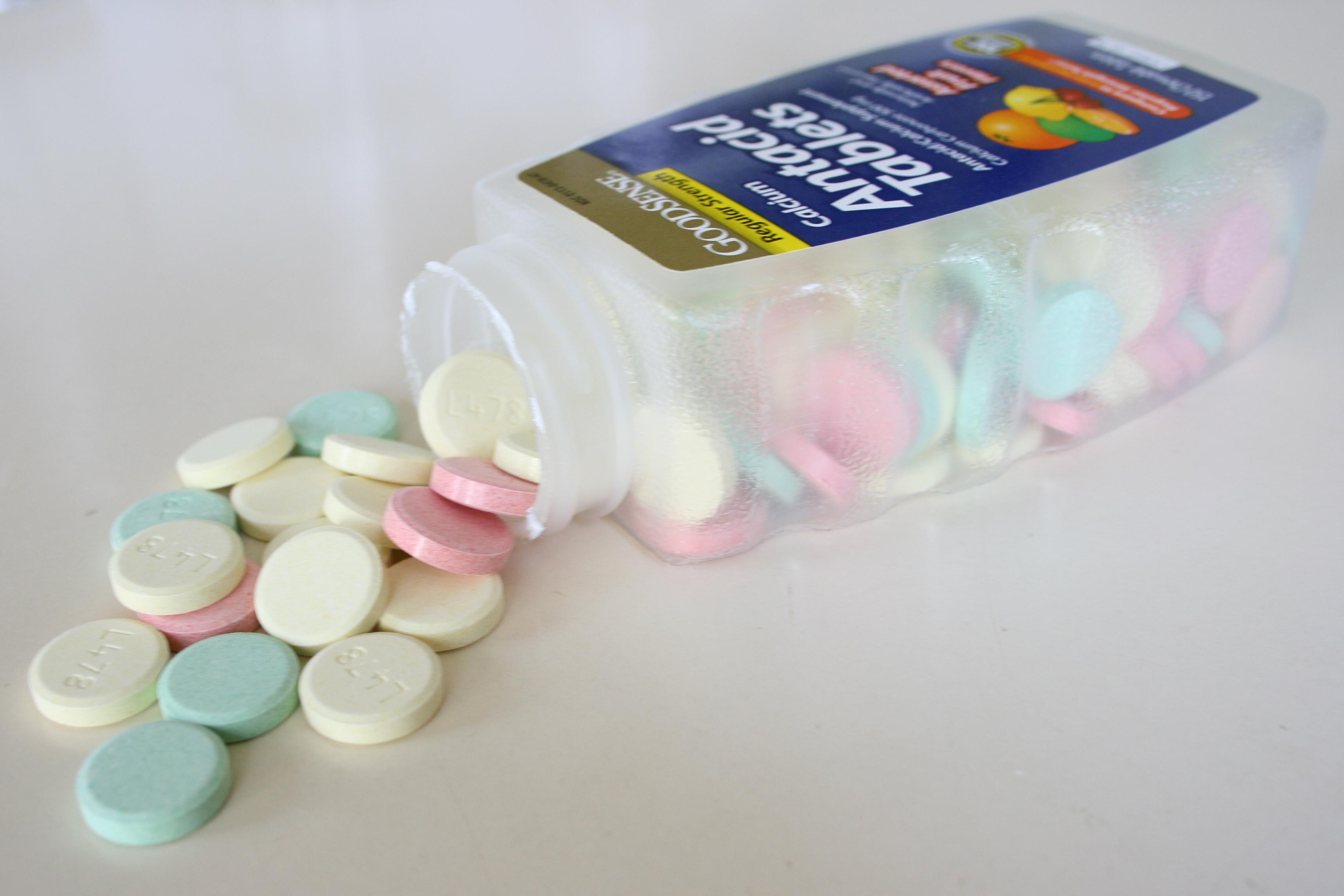
Antazid-Tabletten

Ein Antazidum (Plural: Antazida; vom griechischstämmigen Präfix anti- „gegen“ und lateinisch acidus „sauer“) ist ein Arzneimittel zur Neutralisierung der Magensäure. Es handelt sich um eine schwache Base oder das Salz einer schwachen Säure, so dass dessen Wirkmechanismus unter anderem durch die Pufferung der Magensäure zu erklären ist.
Anwendungsgebiet für Antazida ist die symptomatische Behandlung von Erkrankungen, bei denen die Magensäure gebunden werden soll. Dazu gehören Sodbrennen, saures Aufstoßen und säurebedingte Magenschmerzen. Meistens werden Antazida jedoch als rezeptfreie Selbstmedikation gegen Refluxösophagitis (Speiseröhrenentzündung) eingesetzt.
Das früher oft eingesetzte Natriumhydrogencarbonat (kurz Natron, veraltete Trivialnamen doppeltkohlensaures Natron oder Natriumbicarbonat, so wie umgangssprachlich Speisenatron oder Speisesoda) ist als Antazidum veraltet. Es führt schnell zu einem Anstieg des intragastrischen pH-Wertes (über 7), wodurch vermehrt Gastrin freigesetzt wird, das wiederum zu einer reaktiv vermehrten Sekretion von Magensäure führt. Subjektiv unangenehm ist die schnell einsetzende CO2-Entwicklung im Magen. Außerdem werden die Natrium-Ionen vollständig resorbiert, so dass bei Einnahme großer Dosen oder über längere Zeit systemische unerwünschte Wirkungen eintreten können wie Hypernatriämie, Risiko einer metabolischen Alkalose, Ödembildung, Hypertonie.
Daher setzten sich in den 1970er Jahren Aluminium- und Magnesiumhydroxid-Gele sowie Mischungen aus Calcium- und Magnesiumcarbonat oder Aluminium-Magnesium-Silicathydrat, das im Wirkstoff Almasilat enthalten ist, durch. Sie werden nicht nur weniger resorbiert und wirken deshalb nur im Magen, sie zeichnen sich auch durch eine bessere Verträglichkeit aus. Zudem stimulieren aluminiumhaltige Antazida wie Sucralfat die Magenschleimproduktion, da sie die Prostaglandinsynthese steigern.
Vorsichtig sollten Patienten mit einer Niereninsuffizienz sein, denn chronischer Gebrauch von Antazida kann zu einer Ansammlung von Aluminium- und Magnesiumhydroxid im Körper führen. Weiterhin beeinträchtigen Antazida die Eisen-Resorption, indem sie den pH-Wert des Magensafts erhöhen.
In den letzten Jahren haben Antazida bei der Behandlung von Magengeschwüren an Bedeutung verloren. Dies ist auf den Durchbruch sogenannter H2-Antagonisten und Protonenpumpenhemmer zurückzuführen, die die Magensäureproduktion direkt hemmen und daher länger und effektiver wirken.

## Schichtgitterantazida
Schichtgitterantazida sind Wirkstoffe der 2. Generation und unterscheiden sich wesentlich von den konventionellen Antazida. Zurzeit sind zwei Wirkstoffe, Magaldrat (z. B.  Riopan) und Hydrotalcit (z. B. Talcid) im Handel.
Aluminiumhydroxid kann Verstopfungen hervorrufen, wohingegen Magnesiumhydroxid eher die Darmtätigkeit anregt und laxierend wirkt. Daher sind die meisten heute angebotenen Fertigpräparate Mischpräparate aus beiden Wirkstoffen. Ebenfalls häufig eingesetzt wird die Kombination aus Calcium- und Magnesiumcarbonat.

## Neuere Erkenntnisse seit 2010
Wissenschaftliche Erkenntnisse zur Aufnahme von Aluminiumsalzen in den menschlichen Organismus wurden neu bewertet und führten bei verschiedenen nationalen Gesundheitsbehörden zur Limitierung der täglichen Aufnahmemengen. Aufnahmewege sind möglich über Lebensmittel, Medizinprodukte und Bedarfsgegenstände.